# Tetrastych
Tetrastych, także kwartyna, kwarten, quatrain, czterowiersz, czterowers – typ strofy, zwłaszcza w poezji lirycznej. Składa się z czterech wersów, najczęściej izosylabicznych i połączonych rymami (parzystymi, okalającymi lub krzyżowymi). Typowy dla tetrastychu jest ośmio-, jedenasto- lub trzynastozgłoskowiec. Strofa tego typu jest często elementem składowym całych układów stroficznych, na przykład sonetu. Tetrastych często pojawia się w liryce polskiej.
Jak się nie nudzić? gdy oto nad globem
Milion gwiazd cichych się świeci,
A każda innym jaśnieje sposobem,
A wszystko stoi – i leci...
Cyprian Kamil Norwid, Marionetki
Błękitami gęstemi do góry, drąc oporu skołtunione chmury,
W buntowniczej zuchwałej radości, w zażartości natężeń i walk,
Wśród wzdętego ogromu przestrzeni – lotnych flotyll śpiewającym sznurem
Żeglujemy w zachwytu fontanny, w niepieszczoną przez nikogo dal.
Stanisław Ciesielczuk, Czarodziejstwo
Strofy czterowersowe pojawiają się w licznych utworach. Z kwartyn zbudowane są na przykład Pieśń o Nibelungach i Rycerz w tygrysiej skórze Szoty Rustawelego.
Strofa czterowersowa może być równowersowa lub różnowersowa. Różnowersowa jest strofa stanisławowska, stosowana między innymi przez Adama Mickiewicza.
Jakiż to chłopiec piękny i młody?
Jaka to obok dziewica?
Brzegami sinej Świtezi wody
Idą przy świetle księżyca.
Ona mu z kosza daje maliny,
A on jej kwiatki do wianka;
Pewnie kochankiem jest tej dziewczyny,
Pewnie to jego kochanka.
Adam Mickiewicz, Świtezianka
Równowersowa jest natomiast napisana jambicznym pentametrem zwrotka wiersza Thomasa Graya:
The curfew tolls the knell of parting day,
The lowing herd wind slowly o'er the lea,
The plowman homeward plods his weary way,
And leaves the world to darkness and to me.
Thomas Gray, Elegia napisana na wiejskim cmentarzu
Zazwyczaj zwrotki czterowersowe mają dwa rymy (aabb, abab, abba). Monorymowa jest strofa użyta w Modlitwie Kunhuty, dziele zaliczanym do czeskiej liryki średniowiecznej:
Vítaj, Kráľu všemohúcí,
ve všěch miestiech vševidúcí,
všěch kajúcích milujúcí,
věčný život dávajúcí!

## Odmiany tetrastychu
- strofa saficka – trzy wersy 11-zgłoskowe (5 + 6), czwarty wers – 5 zgłosek (sylab)
- strofa stanisławowska – pierwszy i trzeci wers = 10 (5 + 5)a, drugi i czwarty = 8a
- strofa mickiewiczowska – pierwszy i trzeci wers = 14 (7 + 7)a, drugi i czwarty = 10b
- strofa ambrozjańska – wersy są ośmiozgłoskowe (jambiczne)